# Besnik Hasi
Besnik Hasi (ur. 29 grudnia 1971 w Djakowicy) – albański piłkarz, który występował na pozycji obrońcy. W latach 2000–2007 reprezentant Albanii.

## Kariera piłkarska
Karierę piłkarską rozpoczął w swoim rodzinnym mieście grając dla młodzieżówki KF Vëllaznimi. Pierwszy profesjonalny kontrakt podpisał w 1988 z KF Liria Prizren. Następnie w latach 1990–1994 grał w chorwackim NK Zagreb (przerwami na grę w ramach wypożyczenia w Dinamo Pančevo (1991), FC Prishtina (1992–1993) oraz w NK Samobor (1993–1994), gdzie rozegrał zaledwie 5 meczów ligowych, w których strzelił 1 bramkę.
Następnie w 1994 wyjechał do Belgii, gdzie zaczął występować w klubie Tweede klasse – KRC Genk, z którym w sezonie 1995/1996 awansował do Jupiler League. W sezonie 1997/1998 występował w ramach wypożyczenia w niemieckim TSV 1860 Monachium, skąd po rozegraniu zaledwie 7 meczów w Bundeslidze niemieckiej wrócił do KRC Genk, z którym w sezonie 1998/1999 zdobył pierwsze w historii klubu mistrzostwo Belgii, a w sezonie 1999/2000 zdobył Puchar Belgii, po czym odszedł z klubu. Łącznie w barwach KRC Genk rozegrał 141 meczów ligowych, w których strzelił 22 bramki.
W maju 2000 podpisał kontrakt z RSC Anderlecht, z którym już na początku sezonu 2000/2001 zdobył Superpuchar Belgii, jednak w całym sezonie trapiony kontuzjami zagrał tylko w 16 meczach ligowych, jednak pomógł klubowi obronić mistrzostwo oraz Superpuchar Belgii. Jednak w następnym sezonie rozegrał 30 meczów, w których zdobył 1 bramkę oraz 5 meczów w Lidze Mistrzów.
Problemy z pachwiną i kolanem spowodowały, że Hasi w sezonie 2002/2003 rozegrał jedynie 15 meczów oraz 3 mecze w Pucharze UEFA, w których strzelił 1 bramkę. Jednak w sezonie 2003/2004 wrócił już do pełnej sprawności i walnie przyczynił się do odzyskania przez klub mistrzostwa Belgii.
W sezonie 2004/2005 z powodu zerwanego więzadła w lewym kolanie Hasi musiał pauzować przez 3 miesiące i rozegrał zaledwie 16 meczów ligowych, a RSC Anderlecht stracił mistrzostwa Belgii na rzecz Club Brugge. W sezonie 2005/2006 stracił miejsce w podstawowym składzie i rozegrał zaledwie 3 mecze ligowe. W trakcie sezonu odszedł z klubu, jednak mimo tego zdobył w tym sezonie mistrzostwo Belgii. W tym klubie rozegrał 107 meczów ligowych, w których strzelił 1 bramkę.
Następnym jego klubem w karierze był KSC Lokeren, z którym w sezonie 2005/2006 zajął 8. miejsce, a w sezonie 2006/2007 zajął 16. miejsce – ostatnie niezagrożone spadkiem miejsce. Po sezonie odszedł z klubu, rozgrywając 35 meczów ligowych, w których strzelił 1 bramkę.11 czerwca 2007 podpisał kontrakt z Cercle Brugge, w którym w sezonie 2007/2008 rozegrał 31 meczów ligowych, a Cercle Brugge zajął 4. miejsce w tabeli ligowej.

## Kariera reprezentacyjna
Besnik Hasi w latach 2000–2007 rozegrał 43 mecze i strzelił 2 gole w reprezentacji Albanii, w której debiut zaliczył 15 listopada 2000 na stadionie im. Qemala Stafy w Tiranie w wygranym 3:0 meczu towarzyskim z reprezentacją Malty, zastępując w 46. minucie Deviego Mukę, będąc tym samym pierwszym piłkarzem pochodzenia kosowskiego w reprezentacji Albanii oraz jest uważany przez sportowe media albańskie człowieka, który zjednoczył Albanię i Kosowo. Na tym samym stadionie 10 września 2003 w meczu eliminacyjnym do Euro 2004 w wygranym 3:1 meczu przeciwko reprezentacją Gruzji w 51. minucie strzelił swoją pierwszą bramkę w reprezentacji Albanii, przy stanie 1:0.
Swoją drugą i ostatnią bramkę w reprezentacji Albanii strzelił 2 września 2006 na Stadionie Dynama Mińsk podczas meczu eliminacyjnego do Euro 2008, ustalając wynik meczu na 2:2. Ostatni mecz w reprezentacji Albanii rozegrał 7 lutego 2007 na stadionie Loro-Boriçi w Szkodrze w przegranym 0:1 meczu z reprezentacją Macedonii, w którym 46. minucie został zmieniony przez Deviego Mukę.

## Kariera trenerska
Besnik Hasi po zakończeniu kariery piłkarskiej rozpoczął karierę trenerską. W latach 2008–2009 trenował zespoły młodzieżowe RSC Anderlecht, w latach 2008–2014 był asystentem trenerów pierwszej drużyny: Ariela Jacobsa i Johna van den Broma, którego dnia 10 marca 2014 zastąpił na stanowisku pierwszego trenera RSC Anderlecht, z którym w sezonie 2013/2014 mistrzostwo i Superpuchar Belgii. Dnia 27 maja 2016 z powodu słabych wyników został zwolniony z funkcji trenera Fiołków.
3 czerwca 2016 został trenerem Legii Warszawa, z którym 23 sierpnia 2016 po wygranym dwumeczu 3:1 z irlandzkim Dundalk F.C. w IV rundzie kwalifikacyjnej Ligi Mistrzów 2016/2017, awansował do fazy grupowej tych rozgrywek, tym samym wprowadzając po 20 latach do tej fazy rozgrywek polski klub. Zwolniony z funkcji trenera 20 września 2016 z powodu słabych wyników. Drużyna prowadzona przez Albańczyka odpadła już w pierwszej rundzie Pucharu Polski oraz zajmowała czternaste miejsce w tabeli ligowej.
8 czerwca 2017 podpisał dwuletni kontrakt z greckim klubem Olympiakos SFP. Został zwolniony z funkcji 25 września 2017 po porażce w meczu derbowym.

## Statystyki

### Klubowe
| Klub               | Sezon              | Liga               | Liga    | Liga   | Puchar  | Puchar | Europa  | Europa | Łącznie | Łącznie |
| Klub               | Sezon              | Liga               | Występy | Bramki | Występy | Bramki | Występy | Bramki | Występy | Bramki  |
| ------------------ | ------------------ | ------------------ | ------- | ------ | ------- | ------ | ------- | ------ | ------- | ------- |
| KF Liria Prizren   | 1988/1989          | Druga liga         | 27      | 3      |         |        |         |        |         |         |
| KF Liria Prizren   | 1989/1990          | Druga liga         | 19      | 4      |         |        |         |        |         |         |
| KF Liria Prizren   | Łącznie            | Łącznie            | 46      | 7      |         |        |         |        |         |         |
| NK Zagreb          | 1990/1991          | Druga liga         | 5       | 0      |         |        |         |        |         |         |
| NK Zagreb          | Łącznie            | Łącznie            | 5       | 0      |         |        |         |        |         |         |
| Dinamo Pančevo     | 1991/1992          | Treća liga         |         |        |         |        |         |        |         |         |
| Dinamo Pančevo     | Łącznie            |                    |         |        |         |        |         |        |         |         |
| NK Zagreb          | 1992/1993          | Prva HNL           |         |        |         |        |         |        |         |         |
| NK Zagreb          | Łącznie            |                    |         |        |         |        |         |        |         |         |
| NK Samobor         | 1993/1994          | Druga HNL          |         |        |         |        |         |        |         |         |
| NK Samobor         | Łącznie            |                    |         |        |         |        |         |        |         |         |
| KRC Genk           | 1994/1995          | Tweede klasse      | 33      | 14     |         |        |         |        |         |         |
| KRC Genk           | 1995/1996          | Tweede klasse      | 28      | 2      |         |        |         |        |         |         |
| KRC Genk           | 1996/1997          | Eerste klasse      | 18      | 2      |         |        |         |        |         |         |
| KRC Genk           | Łącznie            | Łącznie            | 79      | 18     |         |        |         |        |         |         |
| TSV 1860 Monachium | 1997/1998          | Bundesliga         | 7       | 0      |         |        |         |        |         |         |
| TSV 1860 Monachium | Łącznie            | Łącznie            | 7       | 0      |         |        |         |        |         |         |
| KRC Genk           | 1998/1999          | Eerste klasse      | 32      | 2      |         |        | 6       | 0      |         |         |
| KRC Genk           | 1999/2000          | Eerste klasse      | 29      | 1      |         |        | 2       | 0      |         |         |
| KRC Genk           | Łącznie            | Łącznie            | 61      | 3      |         |        | 8       | 0      |         |         |
| RSC Anderlecht     | 2000/2001          | Eerste klasse      | 16      | 0      |         |        | 5       | 0      |         |         |
| RSC Anderlecht     | 2001/2002          | Eerste klasse      | 30      | 1      |         |        | 9       | 1      |         |         |
| RSC Anderlecht     | 2002/2003          | Eerste klasse      | 15      | 0      |         |        | 3       | 1      |         |         |
| RSC Anderlecht     | 2003/2004          | Eerste klasse      | 28      | 0      |         |        | 10      | 0      |         |         |
| RSC Anderlecht     | 2004/2005          | Eerste klasse      | 16      | 0      |         |        | 7       | 0      |         |         |
| RSC Anderlecht     | 2005/2006          | Eerste klasse      | 3       | 0      |         |        | 3       | 0      |         |         |
| RSC Anderlecht     | Łącznie            | Łącznie            | 107     | 1      |         |        | 37      | 2      |         |         |
| KSC Lokeren        | 2005/2006          | Eerste klasse      | 15      | 1      |         |        |         |        |         |         |
| KSC Lokeren        | 2006/2007          | Eerste klasse      | 20      | 0      |         |        |         |        |         |         |
| KSC Lokeren        | Łącznie            | Łącznie            | 35      | 1      |         |        |         |        |         |         |
| Cercle Brugge      | 2007/2008          | Eerste klasse      | 31      | 0      |         |        |         |        |         |         |
| Cercle Brugge      | Łącznie            | Łącznie            | 31      | 0      |         |        |         |        |         |         |
| Łącznie w karierze | Łącznie w karierze | Łącznie w karierze | 372     | 30     |         |        | 45      | 2      |         |         |

### Reprezentacyjne
| Reprezentacja narodowa | Rok     | Występy | Gole |
| ---------------------- | ------- | ------- | ---- |
| Albania                |         |         |      |
| 2000                   | 1       | 0       |      |
| 2001                   | 6       | 0       |      |
| 2002                   | 5       | 0       |      |
| 2003                   | 11      | 1       |      |
| 2004                   | 7       | 0       |      |
| 2005                   | 7       | 0       |      |
| 2006                   | 5       | 1       |      |
| 2007                   | 1       | 0       |      |
| Łącznie                | Łącznie | 43      | 2    |

### Gole w reprezentacji
| #  | Data             | Miejsce                          | Przeciwnik | Gol | Wynik | Rozgrywki     |
| -- | ---------------- | -------------------------------- | ---------- | --- | ----- | ------------- |
| 1. | 10 września 2003 | Stadion im. Qemala Stafy, Tirana | Gruzja     | 1–0 | 3–1   | El. Euro 2004 |
| 2. | 2 września 2006  | Stadion Dynama Mińsk, Mińsk      | Białoruś   | 2–2 | 2–2   | El. Euro 2008 |

### Trenerskie
Aktualne na dzień 20 września 2016 roku.
| Klub           | Od             | Do               | M   | Z  | R  | P  | %Z    | Uw. |
| -------------- | -------------- | ---------------- | --- | -- | -- | -- | ----- | --- |
| RSC Anderlecht | 10 marca 2014  | 27 maja 2016     | 119 | 64 | 28 | 27 | 53.78 |     |
| Legia Warszawa | 3 czerwca 2016 | 20 września 2016 | 18  | 5  | 6  | 7  | 27,78 |     |
| Ogólnie        | Ogólnie        | Ogólnie          | 137 | 69 | 34 | 34 | 50,37 | –   |

## Osiągnięcia

### Zawodnicze
KRC Genk
- Mistrzostwo Belgii: 1999
- Puchar Belgii: 2000

RSC Anderlecht
- Mistrzostwo Belgii: 2001, 2004, 2006
- Superpuchar Belgii: 2000, 2001

### Trenerskie
RSC Anderlecht
- Mistrzostwo Belgii: 2014
- Superpuchar Belgii: 2014

Legia Warszawa
- Awans do fazy grupowej Ligi Mistrzów: 2016/2017